# Reinhold Hedtke
Reinhold Hedtke (* 28. Mai 1953 in Lengerich, Kreis Steinfurt) ist ein deutscher Sozialwissenschaftler, Soziologe und Autor. Er ist Professor für Didaktik der Sozialwissenschaften und Wirtschaftssoziologie an der Universität Bielefeld.

## Werdegang
Reinhold Hedtke hat 1971 am Helmholtz-Gymnasium in Bielefeld Abitur gemacht. 1980 absolvierte er das I. Staatsexamen für das Lehramt in Sozialwissenschaften, Wirtschaftswissenschaften und Geschichte. An der Universität Bielefeld promovierte er 1995 in Soziologie.
Zwischen 1980 und 1996 war er Lehrer an verschiedenen Kollegschulen bzw. Berufskollegs in Nordrhein-Westfalen, u. a. am Hans-Böckler-Berufskolleg Marl/Haltern. Von 1986 bis 1991 arbeitete er als Lehrbeauftragter an der Universität in Bielefeld. Ab 1996 war er Vertretungsprofessor für Wirtschaftswissenschaften und ihre Didaktik an der Pädagogischen Hochschule Weingarten; ab 1998 war er dort Professor. Im Jahr 2002 wurde er Professor an der Universität Bielefeld.
Von 2005 bis 2009 war er Direktor des Zentrums für Deutschland- und Europastudien (St. Petersburg, Bielefeld). Seit 2005 ist er Vorstandsmitglied der Graduate School in History and Sociology. Von 2007 bis 2011 war er Dekan der Fakultät für Soziologie der Universität Bielefeld. Von 2009 bis 2011 war er Vorsitzender des Vorstands des internationalen Promotionsstudiengangs der Fakultät für Soziologie, seit 2012 ist er Vorsitzender des Promotionsausschusses.
Reinhold Hedtke ist Mitgründer der Gesellschaft für sozioökonomische Bildung und Wissenschaft und Mitglied der Deutschen Gesellschaft für Soziologie (DGS), der International Association for Citizenship, der Gesellschaft für Politikdidaktik und politische Jugend- und Erwachsenenbildung und der Deutschen Vereinigung für Politische Bildung.
Forschungsschwerpunkte:
- Konzeptionen politischer und ökonomischer Bildung
- Partizipative Bürgerbildung
- Integrative Theorie sozialwissenschaftlicher Bildung
- Europäische Kulturen der Bürgerbildung
- Markttheorie in Soziologie und Volkswirtschaftslehre

## Publikationen
- Was ist und wozu Sozioökonomie? (Herausgeber) Wiesbaden, 2015
- Wirtschaftssoziologie. Konstanz, 2014.Education for Civic and Political Participation. A Critical Approach. London, New York (Co-Editor: Tatjana Zimenkova), 2013
- Konzepte ökonomischer Bildung, Schwalbach/Ts, 2011
- Ökonomische Denkweisen. Eine Einführung. Multiperspektivität, Alternativen, Grundlagen. Schwalbach/Ts, 2008
- Wörterbuch ökonomische Bildung. Schwalbach/Ts. (Co-Editor: Birgit Weber), 2008
- Wirtschaft und Politik. Über die fragwürdige Trennung von ökonomischer und politischer Bildung. Schwalbach/Ts, 2002
- Konsum und Ökonomik. Grundlagen, Kritik, Perspektiven. Konstanz, 2001
- Konsum in der Standardökonomik. Eine Kritik der theoretischen Grundlagen. Weingarten, 1999

Reinhold Hedtke ist Gründer und Leitender Herausgeber des Journal of Social Science Education (JSSE). Er hat 2010 die Initiative für eine bessere ökonomische Bildung mitgegründet.